# Airaines (fiume)
La Airaines è un fiume francese che scorre nella regione dell'Alta Francia attraversando il dipartimento della Somme. È un affluente diretto, alla riva sinistra, della Somme.

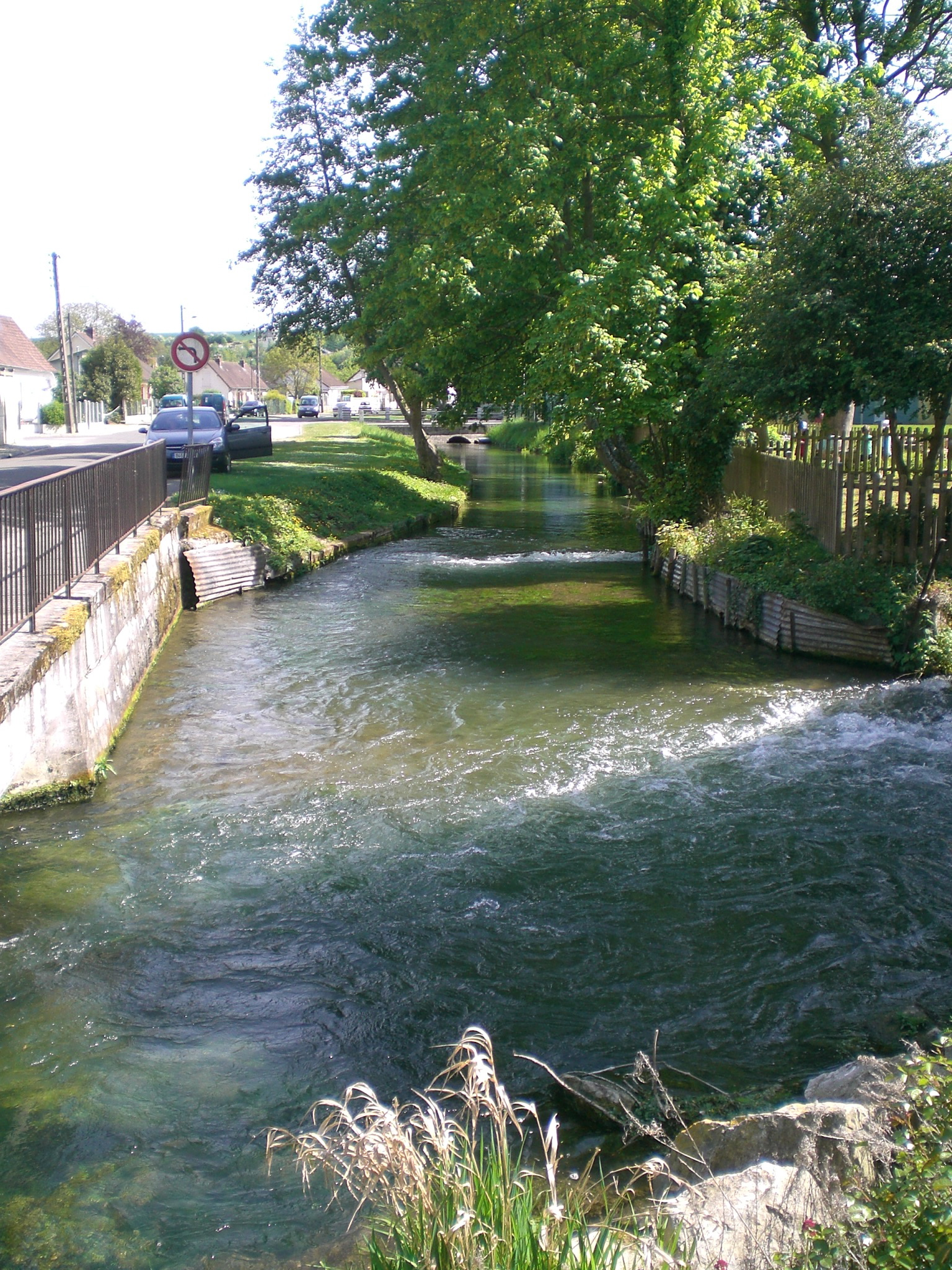
L'Airaines di fronte al mulino di Longpré-les-Corps-Saints.

Questo fiume nasce tra Métigny e Laleu nella Somme un'altitudine di 33 metri, nei pressi della località detta les Falaises, a 1 km da l'Homelet (85 m).
La sua confluenza con la Somme si trova al crocevia dei tre comuni di Longpré-les-Corps-Saints, Condé-Folie e L'Étoile all'altitudine di 9 metri.
Nella golena, l'Airaines, si chiama, per l'Institut national de l'information géographique et forestière, l'Eauette per 1 km proprio prima di raggiungere la Somme.
È un corso d'acqua di prima categoria con una larghezza da 3 a 4 metri.

## Cantoni e comuni attraversati
L'Airaines attraversa nel dipartimento della Somme i seguenti sette comuni, dalla sorgente verso la sua confluenza: Métigny, Laleu (sorgenti), Airaines, Bettencourt-Rivière, Longpré-les-Corps-Saints (confluenza nei due comuni), Condé-Folie, L'Étoile.
In termini di cantoni, essa nasce nel cantone di Molliens-Dreuil, poi confluisce tra i cantoni di Picquigny e di Hallencourt, nei due arrondissement di Amiens e di Abbeville.

## Toponimi
L'Airaines condivide il suo idronimo con il comune di Airaines. Per contro, il comune di Quesnoy-sur-Airaines non è attraversato dal fiume Airaines.

## Bacino idrografico
L'Airaines attraversa una sola zona idrografica Canale della Somme dalla chiusa numero 21 Labreilloire alla chiusa numero 22 Long (E645) che si estende anche molto a nord del sud del fiume Somme.
La superficie del bacino idrografico è di 245 km2 - escludendo la parte terminale detta anche Eauette-.
Il bacino idrografico dell'Airaines confina a nord con la Somme, di cui è affluente, a est con il torrente di Saint-Landon, a sud con la Bresle e a est con la Trie.

## Affluenti

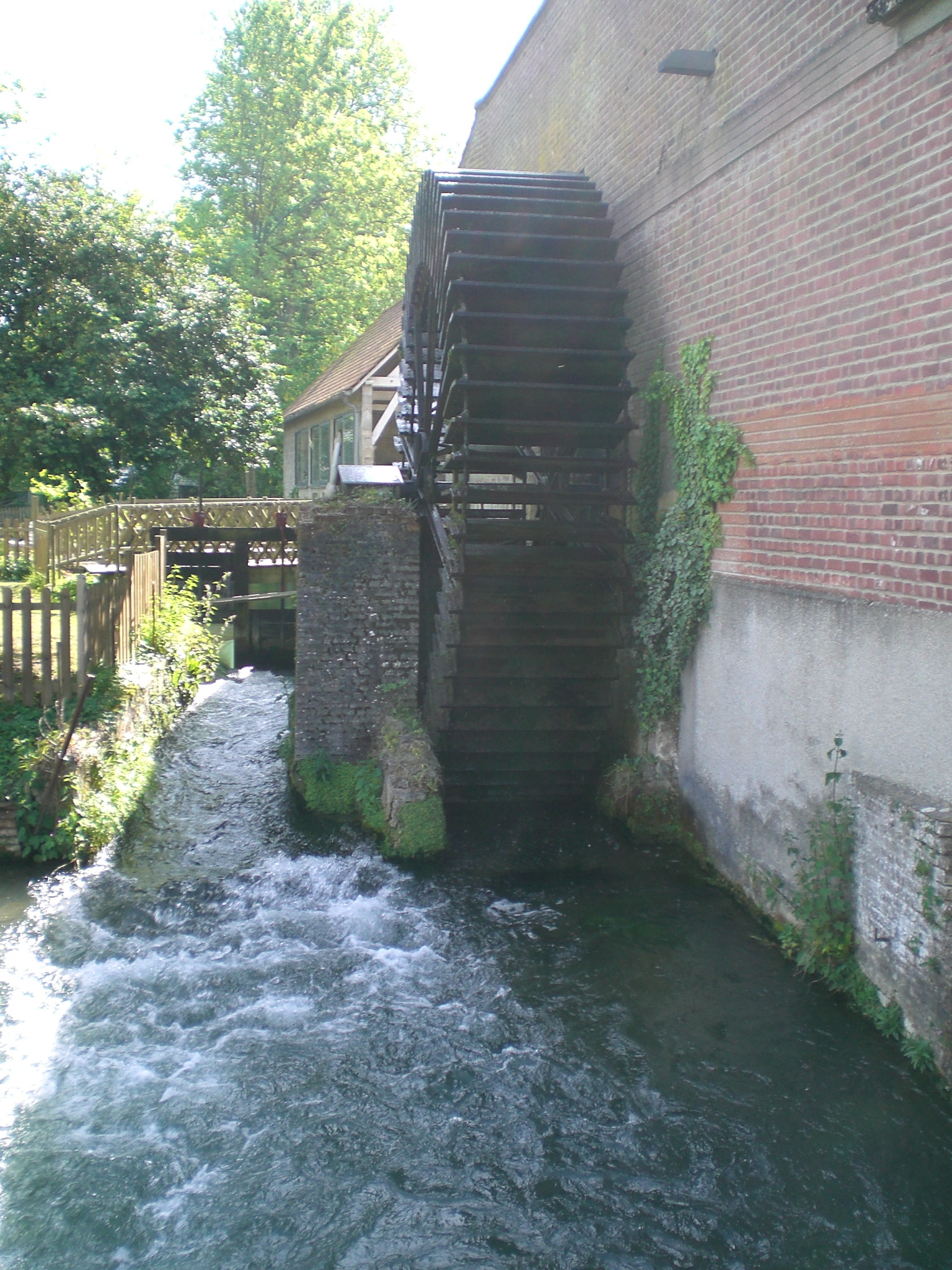
Il mulino di Longpré-les-Corps-Saints.

L'Airaines ha sette rami affluenti ufficiali (rd= riva destra; rs = riva sinistra):
- la rivière de Tailly, 2,4 km, sui quattro comuni di Warlus (sorgente), Tailly, Laleu, Métigny (confluenza), tutti nel medesimo cantone di Molliens-Dreuil.
- il torrente Nitrolac (rd), 0,2 km, nel comune di Airaines (nel cantone di Molliens-Dreuil).
- la rivière de Dreuil (rs), 4,1 km, sui due comuni di Allery (sorgente) e Airaines (confluenza). Essa nasce nel cantone di Hallencourt per confluire nel cantone di Molliens-Dreuil.
- la Bettencourt-Rivière (rd), 0,1 km nel solo comune di Bettencourt-Rivière
- l'Eauette (rg), 0,6 km, -in effetti un ramo sinistro[8]- sul solo comune di Longpré-les-Corps-Saints.

### Numero di Strahler
Il numero di Strahler dell'Airaines è due.